# 火曜JUNK2 タカアンドトシのケチャケチャラジオ
火曜JUNK2 タカアンドトシのケチャケチャラジオ（かようジャンクツー タカアンドトシのケチャケチャラジオ）は、2006年10月3日から2008年9月23日まで、毎週火曜日深夜（水曜日未明）3:00〜4:00に、TBSラジオをキー局にJRN系列各局で放送されたラジオ番組。

## 概要
JUNK2枠の火曜日で、パーソナリティはお笑いコンビのタカアンドトシのタカとトシの2人。タカアンドトシにとっては東京進出後における初の冠番組となった。
番組開始からしばらくは基本的に生放送だったが、2008年4月以降は収録放送された。
番組タイトルは、タカアンドトシが中学時代に、同級生の仲良し3人組で、深夜よくお泊まり会をして3人でケチャケチャと笑いながら過ごしていた。その当時の原点を思い出し、タカトシ自身も過呼吸になるほど、みんなでこのラジオで一緒に笑いたいという思いからこのタイトルを命名した。
番組の愛称は「ケチャラジ」。
タカアンドトシの後輩芸人であるお笑いコンビ「初恋タロー」の高森敬太は、タカと仲が良く付き人のような存在であることから番組収録に参加し、番組中の会話に加わることもあった。

## 歴史
- 2006年10月3日：番組放送開始。
- 2007年7月2日：オープニングトークにて、タカが乗車したタクシーのドライバーにラジオのコーナーである『アシュラマンが好きなんですよ』っと言われたエピソードを話し、『テレビでやっていきますよ』と発言した。後にFNS27時間テレビ!! みんな笑顔のひょうきん夢列島!!の向上委員会会員にてアシュラマンに扮して（トシはラーメンマンであった）登場した。
- 2007年8月14日：ラジオ本の出版を記念して、ヨシモトファンダンゴTVとのサイマル放送で、生放送の公開イベントを行った。
- 2008年2月5日：「ラ・テ欄研究会」のコーナーで、『めざましテレビ』の1コーナー「きょうのわんこ」をもじった「今日のま○こ」という放送問題用語が含まれるリスナーの投稿が採用され、それを読み上げたタカはその後も「ま○こ」と複数回発言した。そのため、CM明けにトシが謝罪コメントを発表し、タカは「こーまんのことです」と説明した。
- 2008年9月2日：JUNK2枠終了となる9月末の放送が番組最終回であることを発表。
- 2008年9月23日：番組最終回。約半年ぶりの生放送で行われた。

## エピソード
- 初回の放送は、リスナーや、芸人からの祝電コメントやメッセージを放送。番組のサウンドステッカーに乗せるかたちで、タカのお母さんからのお祝いコメントも届けられた。後輩の平成ノブシコブシが乱入し一時ごちゃごちゃに。また次長課長の河本準一も電話にて生出演し、自分のラジオをスタートさせるようにアピールし『次長課長のサラリーマン集めてみんなでポンっ!』を始めることを予告し去った。
- タカアンドトシ自身初の出版本「本音かっ！」（ワニブックス刊）は、このラジオのフリートークを収録したラジオ本。

## コーナー
トークの時間が大半のため、コーナーを行わない場合もある。
終了時までのコーナー
- アシュラマンさんの悲劇

キン肉マンに登場するアシュラマンに扮したタカがリスナーから送られてきたハガキにあわせて怒るコーナー。
- 母性本能こっちょこちょ!

母性本能をくすぐるようなセリフや行動を紹介するコーナー。
- ニュース うしみつプラスワン!

丑三つ時よりも1時間も遅い時間に起きているであろう、怖い話やリスナーの面白ろ恐怖体験を紹介していくコーナー。
- ラ・テ欄研究会

新聞のラ・テ欄をモチーフに架空の番組を紹介するコーナー。
- 裁判長、異議、あり!

『裁判長、異議、あり!』のリズムでさまざまなセリフを言うコーナー。
- 続・せつない風景

聴くだけで切なくなるようなエピソードやフレーズを投稿するコーナー。東京進出前に北海道で放送していた「三角山放送局」時代の企画を5年ぶりにリニューアル復活させたもの。エンディングにおこなわれた。
- 盗聴 杉さん
- 妄想バレンタイン

期間限定イベント
終了時前のコーナー
- ドラゴンボールレッド!

ドラゴンボール本編では放送されなかった未公開シーン（もちろんリスナーがネタとして作ったシーン）を紹介するコーナー。タカトシの2人がドラゴンボールZの冒頭ナレーションのものまねで投稿を紹介する。
2008年4月15日放送分ではゲストにフリーザとベジータを招いて行われ、以降終了は告げられていないが行われなくなった。放送中では説明されなかったが、ゲストの2人はアニメで声をあてた声優本人ではなく別の人がモノマネしていたものであった。フリーザは「パリパリポリパリ」の山本正剛がモノマネをしていた。放送後に収録されたポッドキャストでは、2人に加えオーディションで山本と最後までフリーザ役を争いスタジオ見学に来ていた「わくわく村」のチョビンも出演した。
- 週刊ケチャスポーツ

毎週発行される架空のスポーツ誌の「ケチャスポ」に掲載されるであろう記事を投稿するコーナー
- 根本ハウジング

週刊ケチャスポーツから派生したコーナー、タカトシが話していないのにネタになっている根本はるみ、その家庭はどうなっているのかを募集するコーナー
- ケスノート

自分の消したい記憶を投稿するコーナー
- 新米監督タカの名セリフで溺れたい

新米映画監督タカに心に残るような名セリフやドキドキするようなセリフを投稿するコーナー。

## 番組テーマ
- 当初の番組オープニングテーマは「ミッドナイトパレード」（高野健一作曲。番組オリジナル楽曲）。
- 2007年秋頃以降のオープニングテーマは、アニメ『キン肉マン』の劇中BGM。
- 番組エンディングテーマは、トシの父親がマネージャーを務めていたことがある松山千春のヒット曲「大空と大地の中で」。

## スタッフ
- プロデューサー：萩原慶太郎
- ディレクター：杉山（通称：杉さん。元波田陽区の中までテキーラ!AD）
- 放送作家：楠田戦闘機(クスダ。東京NSC10期生・オリエンタルラジオと同期)、はしもとこうじ（通称：ライスはしもと）
- AD：えびちゃん

## 過去のゲスト
- 平成ノブシコブシ
- 博多華丸・大吉
- 佐藤寛子
- レイザーラモンRG
- 根本はるみ
- 西川史子
- 黒沢かずこ
- 爆笑問題（火曜JUNK担当。生放送時に乱入）
- ルー大柴
- マッサジル（元吉本興業札幌事務所）
- 福原美穂（トシと同じ高校出身ということで出演）